# Semper paratus (marche)

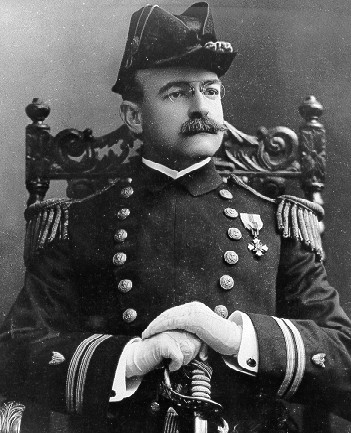
Le premier lieutenant Francis Saltus Van Boskerck de l'USRCS, vers 1907.

Semper paratus (« toujours prêt » en latin) est la marche officielle de l'United States Coast Guard. Il s'agit également de la devise de cette branche des forces armées des États-Unis.
L'origine de ce choix demeure mystérieux ; néanmoins, le Coast Guard Historian's Office relève la première utilisation de cette locution dans L'Abeille de la Nouvelle-Orléans au cours des années 1830, en faisant allusion aux interventions du Revenue Cutter Service lors de l'incident de l'Ingham.
Les paroles originales furent écrites dans la cabine de l'USCGC Yamacraw par le capitaine Francis Saltus Van Boskerck en 1922. Le navire se trouvait alors être à quais à Savannah, État de Géorgie. La musique fut composée en 1927 à l'aide d'un vieux piano, à Unalaska, en Alaska.
La musique actuelle, tout comme le second couplet furent écrits par Homer Sith du 3e Naval District Coast Guard quartet en 1943. En 1969, la première phrase de chaque couplet fut modifiée.

## Version actuelle

### Premier couplet
« From Aztec Shore to Arctic Zone,

To Europe and Far East,
The Flag is carried by our ships
In times of war and peace;
And never have we struck it yet,
In spite of foemen's might,
Who cheered our crews and cheered again

For showing how to fight.  »

### Refrain
« 
We're always ready for the call,
We place our trust in Thee.
Through surf and storm and howling gale,
High shall our purpose be,
"Semper Paratus" is our guide,
Our fame, our glory, too.
To fight to save or fight and die!

Aye! Coast Guard, we are for you. »

### Second couplet
« 
"Surveyor" and "Narcissus,"
The "Eagle" and "Dispatch,"
The "Hudson" and the "Tampa,"
These names are hard to match;
From Barrow's shores to Paraguay,
Great Lakes or Ocean's wave,
The Coast Guard fights through storms and winds

To punish or to save.  »

### Troisième couplet
« 
Aye! We've been "Always Ready"
To do, to fight, or die!
Write glory to the shield we wear
In letters to the sky.
To sink the foe or save the maimed
Our mission and our pride.
We'll carry on 'til Kingdom Come

Ideals for which we've died.  »